# ماسورا پروین
ماسورا پروین (انگلیسی: Masura Parvin؛ زادهٔ ۱۷ اکتبر ۲۰۰۱) بازیکن فوتبال اهل بنگلادش است.
وی همچنین در تیم‌های ملی فوتبال Bangladesh women's national under-17 football team, Bangladesh women's national under-20 football team، و زنان بنگلادش بازی کرده‌است.